# Acédie

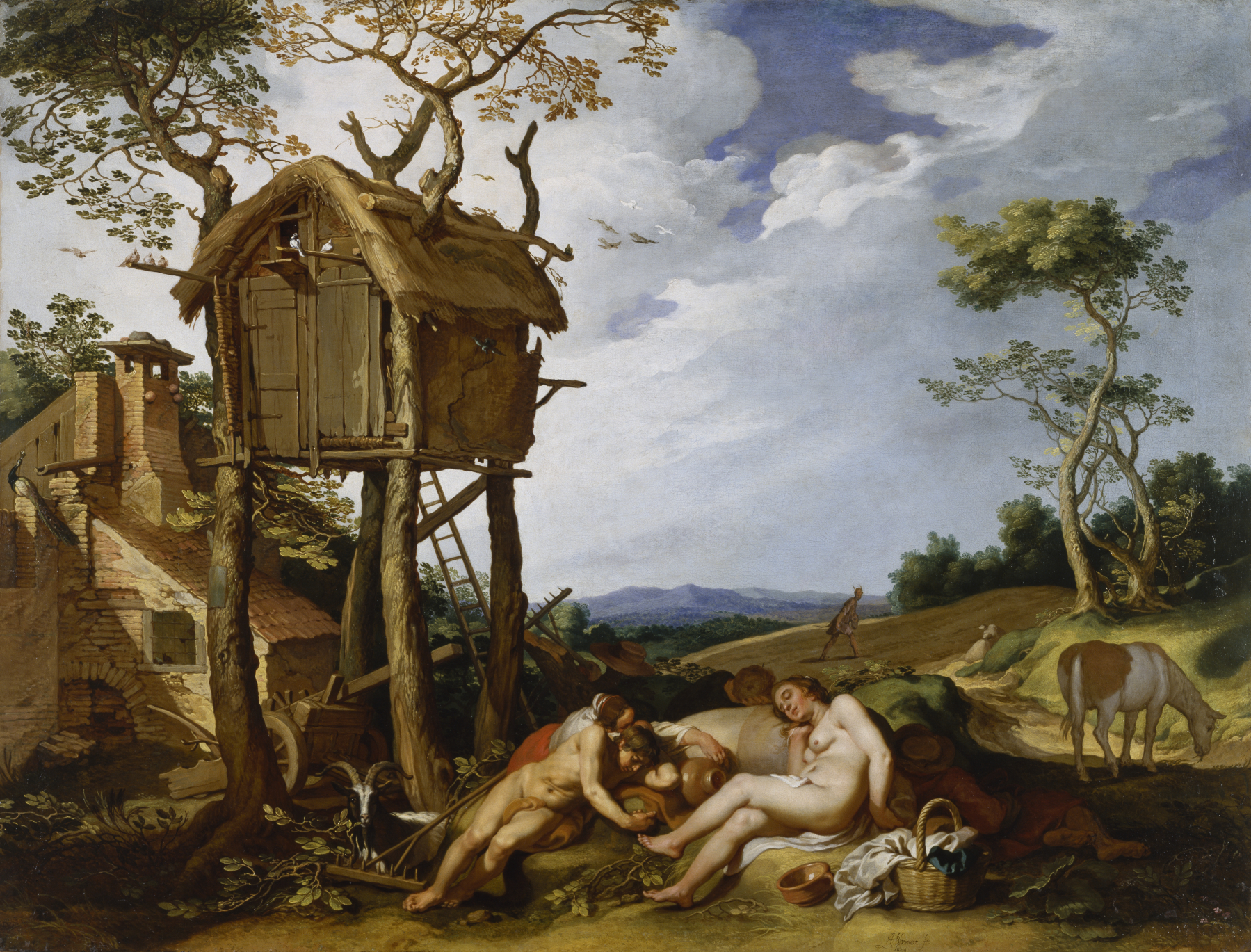
L'acédie peut prendre la forme de la paresse et de l'oisiveté, dans la parabole du bon grain et de l'ivraie de l'Évangile selon Matthieu. Tableau d'Abraham Bloemaert, 1624. Walters Art Museum, Baltimore.

L’acédie signifie un manque de soin pour soi-même ou pour sa vie intérieure. Ce terme rare ou savant calqué du grec est employé dans le domaine moral, religieux et psychologique. La notion fut ensuite christianisée par les pères du désert pour désigner un manque de soin pour sa vie spirituelle. La conséquence de cette négligence est un mal de l’âme qui s’exprime par l’ennui, ainsi que le dégoût pour la prière, la pénitence et la lecture spirituelle. Quand l'acédie devient un état de l’âme qui entraîne une torpeur spirituelle et un repli sur soi, elle est une maladie spirituelle. Le pape Grégoire le Grand intègre l’acédie dans la tristesse, dont elle procède. L'acédie est donc à cette époque un simple vice.

## Une forme de paresse spirituelle
L'acédie est le nom couramment donné à la paresse dans les listes des sept péchés capitaux, notamment celle de Thomas d'Aquin qui en fait le péché duquel découlent tous les autres.
Jean-Charles Nault considère que l'acédie, péché monastique par excellence, constitue un obstacle majeur dans le déploiement de l'action de tout chrétien. Il préconise de la reprendre en compte dans la morale actuelle.  Robert Faricy (en) voit dans l'acédie la principale forme d'indifférence religieuse. Le pape François mentionne régulièrement l'acédie comme menace grandissante pour la société en général et pour le clergé en particulier.

## Étymologie
Étymologiquement, ἀϰήδια (ou ἀκήδεια - akêdia, akêdéia) signifie en grec ancien : négligence, indifférence. Ce nom appartient à la famille du verbe άκηδέω (akêdéo), qui veut dire « ne pas prendre soin de ». Il se compose du préfixe privatif et d'un radical issu du mot κῆδος (kêdos) : « soin, souci, cure ». Chez les penseurs grecs, la notion s'appliquait au manque de soin pour les morts, c’est-à-dire le fait de ne pas les enterrer.

## Histoire

### Première occurrence dans son acception spirituelle
C'est dans la Septante, version de la Bible hébraïque en langue grecque, que l'on trouve pour la première fois la mention de l'acédie dans un sens spirituel. Elle évoque la faiblesse, la fatigue ou l'angoisse : « Mon âme s'est endormie à cause de l'acédie » (ἔσταξεν ἡ ψυχή μου ἀπὸ ἀκηδίας) (Ps. 119, 28).

### Des pères du désert au monachisme cénobitique (IVe–Vesiècles)

#### L'acédie chez Évagre le Pontique
Si Origène (v. 185-v. 253) est le premier Père de l'Église à nommer l'acédie dans son Commentaire sur les Psaumes, sa paternité conceptuelle revient à Évagre le Pontique (v. 345-399). Après avoir été prêcheur à Constantinople, où les dangers se font trop pressants, il se réfugie dans le désert et devient ermite du mont Nitrie en 382, sous la direction spirituelle de Macaire de Scété († v. 391). Évagre le Pontique est le premier à intégrer l'acédie dans un schéma, qui ne porte pas encore le nom de péchés capitaux, mais de mauvaises pensées (logismoi). Le moine doit les combattre pour atteindre l'impassibilité (apatheia).
La pensée d’Évagre le Pontique sur l’acédie, qu’il appelle également « démon de midi », traverse son œuvre, mais elle est particulièrement présente dans le Traité pratique et L’Antirrhétique. Elle pourrait être résumée ainsi : un rallongement de la perception temporelle, une aversion pour la cellule et la vie monastique, une instabilité intérieure, un vagabondage des pensées et une négligence envers les devoirs monastiques, le tout poussant l’acédieux à fuir.
« Le démon de l’acédie, qui est aussi appelé "démon de midi", est le plus pesant de tous ; il attaque le moine vers la quatrième heure et assiège son âme jusqu’à la huitième heure. D’abord, il fait que le soleil paraît lent à se mouvoir, ou immobile, et que le jour semble avoir cinquante heures. Ensuite il le force à avoir les yeux continuellement fixés sur les fenêtres, à bondir hors de sa cellule, à observer le soleil pour voir s’il est loin de la neuvième heure, et à regarder de-ci, de-là quelqu’un des frères […]. En outre, il lui inspire de l’aversion pour le lieu où il est, pour son état de vie même, pour le travail manuel et, de plus, l’idée que la charité a disparu chez les frères, qu’il n’y a personne pour le consoler. Et s’il se trouve quelqu’un qui, dans ces jours-là ait contristé le moine, le démon se sert aussi de cela pour accroître son aversion. Il l’amène alors à désirer d’autres lieux, où il pourra trouver facilement ce dont il a besoin, et exercer un métier moins pénible et qui rapporte davantage ; il ajoute que plaire au Seigneur n’est pas une affaire de lieu : partout en effet, est-il dit, la divinité peut être adorée. Il joint à cela le souvenir de ses proches et de son existence d’autrefois, il lui représente combien est longue la durée de la vie, mettant devant ses yeux la fatigue de l’ascèse ; et, comme on dit, il dresse toutes ses batteries pour que le moine abandonne sa cellule et fuie le stade.
 »
— Évagre le Pontique, Traité pratique
Dans le même temps, Évagre le Pontique propose plusieurs remèdes simples pour s'en prémunir : pleurer, développer une hygiène de vie, s'appuyer sur les Écritures, penser à la mort, tenir coûte que coûte. Toutes ces notions sont à comprendre en relation avec Dieu.
L'acédie appartient à l'expérience commune de la vie érémitique et monastique du IVe siècle, comme en témoignent les apophtegmes. Ces paroles des pères du désert, compilées par Pallade et Théodoret, s'adressaient généralement à leurs disciples auxquels ils apprenaient les principes spirituels et ascétiques de leur retraite. La lutte contre l'acédie était partie prenante de leur enseignement.

#### L'acédie chez Jean Cassien
Jean Cassien (v. 355-435) est le deuxième auteur patristique à avoir enrichi la pensée sur l'acédie chrétienne. Vers 386, il quitte le monastère de Bethléem dans lequel il s’est fait moine, pour aller visiter les ermites du désert. Là-bas, il prend connaissance de l’enseignement d’Évagre, qui nourrit sa pensée. Expulsé d’Égypte, de Constantinople et de Rome pour ses affinités avec l’origénisme, il s’installe en France, où il fonde plusieurs monastères à Marseille, dans le premier quart du Ve siècle. Son parcours est important puisqu'il a permis de transmettre de l'Orient à l'Occident, et du monde érémitique au monde cénobitique, le concept d'acédie. Jean Cassien est le père du cénobitisme occidental, à savoir la vie monastique en communauté. Ses Institutions cénobitiques, destinées à régler les communautés naissantes, consacrent un chapitre entier à l'acédie. Il ne se contente pas de reprendre les positions des pères du désert, mais les adapte à ce nouveau monachisme, en insistant sur le travail manuel. Il complète à deux niveaux la définition de l'acédie : il clarifie sa place dans le schéma des sept vices – qui ne sont pas encore péchés – et il lui crée une progéniture.
Évagre le Pontique évoque dans L'Antirrhétique le rejet du travail manuel par les acédieux, mais Jean Cassien est le véritable maître d’œuvre du rapprochement entre l'acédie et ses conséquences mortifères pour le travail manuel. Il moralise le labeur monastique, dans le chapitre des Institutions dédié à l'acédie, par un commentaire des Épîtres de Paul. Il y explique : « Sans travail manuel, le moine ne peut ni demeurer stable ni s’élever un jour au sommet de la perfection ». Autrement dit, l'acédieux ne connaît ni stabilité, ni contemplation. La question de la stabilité est cruciale dans ce contexte de naissance du cénobitisme. Or le travail est précisément ce qui permet à la communauté d'assurer sa pérennité et son indépendance vis-à-vis du siècle. Les moines qui refusent de travailler mettent donc en danger la survie de la communauté, devenant « des membres corrompus par la pourriture de l’oisiveté». De plus, ils s'opposent avec orgueil à l'injonction divine qui, après la Chute, impose aux hommes de travailler à la sueur de leur front (Gen. 3, 17-19).

### L'acédie monastique (VIe–XIIesiècles)
Grégoire le Grand (540-604) est le troisième père de l'Église à analyser l'acédie chrétienne. Tout en connaissant le concept, il décide de ne pas l'intégrer à son nouveau schéma des sept vices, qui aura un grand succès au cours du Moyen Âge. L'acédie est fondue dans le vice de tristesse, où se retrouve une progéniture commune (torpor circa praecepta, vagatio mentis erga illicita). En ce sens, Grégoire le Grand n'a pas participé à enrichir la définition de l'acédie, mais à la rendre mineure et floue puisqu'elle est désormais intrinsèquement liée à la tristesse. Différentes raisons ont été évoquées pour expliquer sa position : le manque d'autorité biblique, le cantonnement à la sphère monastique qui empêche l'universalisation du propos ou la difficile distinction avec la tristesse.
L'absence du terme « acédie » dans la règle de saint Benoît a également participé à sa relégation. Or, à partir du IXe siècle, sous l'égide de Benoît d'Aniane et de Charlemagne, la règle bénédictine est uniformisée et diffusée progressivement à tout le monachisme occidental.
Néanmoins, l'acédie ne disparaît pas des textes pour autant. Elle est citée dans un certain nombre d'ouvrages carolingiens destinés à des laïcs : le De virtutibus et vitiis liber (Livre des vertus et des vices) d'Alcuin d'York (v. 730-804), le De institutione laicali (De la formation des laïcs) de Jonas d'Orléans (760-841) et le De ecclesiastica disciplina (De l'instruction ecclésiastique) de Raban Maur (780-856). Hormis l'insistance sur l'oisiveté engendrée par l'acédie, ces auteurs ne font que reprendre sa définition traditionnelle. En revanche, certains historiens y ont vu le début d'une laïcisation du concept,.
L'acédie resurgit au cours des XIe et XIIe siècles, dans les milieux monastiques réformés. Selon Jean-Charles Nault, sa définition se voit dédoublée entre une acédie corporelle, dénoncée par Pierre Damien (1007-1072), et une acédie spirituelle, spécifiée par Bernard de Clairvaux (1090-1153). Le premier semble insister sur les manifestations physiques de l'acédie, telles que l'oisiveté et la somnolence, dans son De institutionis ordinis eremitarum (Sur l'institution de l'ordre des ermites) et sa Vie de Romuald. Le second opère dans ses sermons une « spiritualisation » de l'acédie qui atteint en priorité l'esprit. Cette redéfinition s'inscrit dans le contexte d'un âge d'or des traités de vie intérieure, renouvelant l'intérêt pour la psychologie dans la vie spirituelle.
Au Moyen Âge central, l'acédie est donc toujours vivante, et semble encore être l'apanage des milieux monastiques. Toutefois, la définition de ce concept reste encore floue, pour trois raisons. D'abord, dans les textes, si les manifestations traditionnellement acédiques sont souvent citées (tristitia : tristesse, taedium : ennui, lassitude, fastidium : dégoût ou tepiditas : tiédeur), le terme « acédie » quant à lui, apparaît peu. Les auteurs préfèrent les signifiés au signifiant. Ensuite, depuis Grégoire le Grand, l'acédie est difficilement discernable de la tristesse. Hugues de Saint Victor, dans son Expositio in Abdiam (Explication sur le Livre d'Abdias), évoque à la quatrième attitude vicieuse, « acedia seu tristitia ». Enfin, la place de l'acédie dans le schéma vicieux n'est pas encore pérennisée. Les auteurs hésitent encore entre deux héritages : le schéma septénaire ou octonaire.

### Thomas d'Aquin et les scolastiques
Thomas d'Aquin (1224-1274) est le dernier théologien médiéval à avoir alimenté le concept d'acédie. Il l'évoque à deux reprises dans son De malo (q. 11) et dans sa Somme théologique (II, II, q. 35). Ses travaux s'inscrivent dans le renouveau intellectuel qu'incarne la scolastique, émergeant à la fin du XIIe siècle. Il s'agit, pour ces théologiens, de concilier la philosophie grecque, redécouverte grâce aux traductions d'Aristote, avec la théologie chrétienne. Ce processus s'accompagne d'une volonté de clarifier les doctrines par la logique et la rationalisation. L'acédie, concept encore flou et fuyant jusqu'au début du XIIIe siècle, n'a pas échappé à cette entreprise. Elle n'a jamais été l'objet de controverses scolastiques, mais a irrigué les sommes théologiques de nombreux auteurs tels que Guillaume d'Auxerre (1150-1231), Alexandre de Halès (1185-1245) ou Albert le Grand (1193-1280).
Thomas d'Aquin, dans sa Somme théologique, propose le schéma des sept péchés capitaux tel qu'il est connu aujourd'hui, au moyen de la théorie des cinq facultés de l'âme chez Aristote (végétative, sensitive, locomotive, appétitive, intellective). L'acédie, qui est officiellement intégrée dans son schéma vicieux, est définie de deux manières : « tristitia de spirituali bono » (tristesse des biens divins) ou tristesse de Dieu et dégoût de l’action. L'acédie est une tristesse particulière en ce qu'elle est spirituelle ; l'acédie étant une tristesse, elle s'oppose à la vertu de charité, la plus éminente de toutes les vertus, et consiste, en ce sens, en un mal redoutable; elle est un vice capital (vitia capitalia) puisqu'elle est responsable des mauvaises actions morales auxquelles l'homme consent.
Cette définition permet la réconciliation entre les deux héritages conceptuels de l'acédie, de Cassien et de Grégoire le Grand. La tristesse et l'acédie ne sont plus superposées mais harmonisées. L'acédie se distingue de la paresse, dans la pensée thomiste, puisque cette dernière n'est qu'une sorte de peur. Thomas d'Aquin propose cependant, tout comme Évagre le Pontique, un remède à ce mal avec l'Incarnation de Jésus-Christ, le fils de Dieu. Puisque le Christ est totalement Dieu et totalement homme, il va pouvoir, en sa propre personne, refaire le pont entre l’humanité et la divinité, et rendre les hommes aptes à atteindre ce pour quoi ils sont faits mais qu'ils sont incapables de réaliser par leurs propres forces.
Néanmoins, des ambiguïtés persistent dans les usages qui sont faits de l'acédie. Les prédicateurs, qui s'en sont emparés pour édifier les laïcs, l'ont rapprochée de la paresse. Alain de Lille (1128-1202), dans son De arte praedicatoria (Sur l'art de la prédication), définit l'acédie comme une paresse (« acediam sive pigritam »).
Au XIIIe siècle, elle est de plus en plus confondue avec la mélancolie. L'acédie est une forme de tristesse et la tristesse est une passion. Or la passion est un mouvement de l'âme accompagné de changements physiques. C'est ainsi que Guillaume d'Auvergne, dans son De virtutibus (Sur la vertu), parle de l'acédie comme d'un vice « créé et renforcé par l'humeur mélancolique ». La médecine commence donc à la penser, non plus comme un vice, mais comme une véritable maladie physique. À l'instar du problème sémantique entre la tristesse et l'acédie, la mélancolie et l'acédie pourraient n'être qu'une même réalité aux discours différents : l'un relayant un discours moral, l'autre un discours médical.

## Philosophie

### L'acédie chez Walter Benjamin
Walter Benjamin reprend le concept d’acedia dans son opuscule Sur le concept d'histoire. Il s'agit du passage suivant : 
« Fustel de Coulanges recommande à l'historien, s'il veut reconstituer une époque, de s'ôter de l'esprit tout ce qu'il sait du cours ultérieur de l'Histoire. On ne saurait mieux caractériser le procédé avec lequel a rompu le matérialisme historique. C'est un procédé reposant sur le fait de se mettre dans la peau de l'autre. Il prend son origine dans la paresse du cœur, l’acedia, qui hésite à s'emparer de l'image historique authentique qui brille comme un éclair, fugitivement. Cette indolence passait, aux yeux des théologiens du Moyen Âge, pour le motif originel de la tristesse. Flaubert, qui l'avait éprouvée, écrit : « Peu de gens devineront combien il a fallu être triste pour ressusciter Carthage. » »
Selon Benjamin, l’acedia est rapprochée de l'empathie, c'est-à-dire de l'identification avec le « cortège triomphal » des vainqueurs de l'Histoire, mais cette identification est fallacieuse car elle fait oublier à l'historien qu'elle « profite par conséquent toujours au dominant du moment », dominant qui marche « sur ceux qui sont aujourd'hui au sol ».
L'historien Bruno Queysanne analyse ainsi l'acédie chez Benjamin : c'est le risque, pour l'historien, de ne plus se préoccuper des vaincus et des « sans-nom ». L'empathie se dirige par facilité vers les vainqueurs, et ne s'applique pas aux vaincus de l'Histoire.
Le matérialisme historique d'origine marxiste rompt, quant à lui, avec cette acédie puisqu'il prétend faire l'histoire des opprimés. Mais il n'est pas exempt du risque d'acédie. Bruno Queysanne écrit qu'« un certain marxisme, par un trop grand souci de vérité objective, risque de perdre lui aussi la sensibilité à la misère humaine ».